# Cambria and Indiana Railroad
Le Cambria and Indiana Railroad (C&I) (sigle de l'Association of American Railroads: CI) fit partie des chemins de fer américains de classe I. Il était localisé dans les comtés d'Indiana et de Cambria en Pennsylvanie. Son prédécesseur, le Blacklick and Yellow Creek Railroad fut créé dès 1904 pour transporter du bois, mais sa ligne ne fut construite qu'en 1910. L'année suivante, la compagnie adopta son nom définitif. Peu de temps après l'ouverture de la ligne, la découverte de charbon dans cette région permit de modifier le destin de cette compagnie. La fortune du C&I se trouva intimement liée à l'industrie du charbon. 
Le C&I devint « le chemin de fer le plus riche du pays », générant le plus de revenu par kilomètre de voie durant les années 1930 et 1940. Cependant, l'augmentation constante de l'électricité pour les besoins de chauffage asséna un coup sévère au C&I. En 1995, il céda la plupart de son capital. La décision de l'International Steel Group de Cleveland de rouvrir la mine 33 près d'Ebensburg pour produire du coke pour les besoins de la métallurgie, redonne espoir au C&I, après une longue interruption.

## Histoire
La Vinton Lumber Company, située dans le Comté d'Indiana, créa en 1904 le Blacklick and Yellow Creek Railroad (B&YC) pour acheminer son bois. Rapidement après sa construction, du charbon fut découvert dans la région. Aussitôt John Heisley Weaver et B. Dawson Coleman rachetèrent cette compagnie pour servir leur négoce du charbon dans les comtés d'Indiana et de Cambria. Au moment de l'achat, le B&YC ne faisait que 16 km de long, mais il fut largement étendu. La construction débuta en février 1911, et le nom de Cambria and Indiana Railroad fut adopté le 20 avril 1911 en hommage aux noms des 2 comtés desservis. En 1919, le C&I reliait 23 autres mines. 
Un service régulier pour les passagers débuta en 1914 et dura jusqu'au 1er décembre 1931, après quoi le service fut proposé en fonction des besoins jusqu'à la fin des années 1930. 
La première locomotive à vapeur était une Baldwin qui fut vendue en janvier 1930. Le C&I devint le chemin de fer le plus riche du comté, générant le plus de revenu au kilomètre durant les années 1930 et 1940. Mais cela changea avec le déclin de l'utilisation du charbon pour le chauffage domestique au profit de l'électricité. En 1962, il ne restait plus que 4 mines sur la ligne.
L'activité reprit lorsque Bethlehen, une filiale de BethEnergy, ouvrit la mine 33 près de Ebensburg en 1963, tandis que Barnes & Tucker ouvrait une importante mine à Stiles en 1965. Cela alimenta le C&I pour 30 ans de plus. Mais à l'été 1994, Bethlehem ferma la mine 33, annonçant la mort du C&I. Le C&I vendit la plupart de ses voies en 1995. Ses locomotives furent réparties entre les différentes filiales ferroviaires de Bethlehem Steel. 
En 2004, l'International Steel Group de Cleveland projeta de rouvrir la Mine 33 pour produire du coke en vue de fabriquer de l'acier mais aussi pour produire de l'électricité. Mais l'entreprise fut rachetée par Mittal Steel Company en 2005, et le projet fut abandonné fin 2006 à cause de la mauvaise conjoncture économique. 